# Synochoneura
Synochoneura es un género de polillas perteneciente a la subfamilia Tortricinae de la familia Tortricidae.

## Especies
- Synochoneura dentana Wang & Li, 2007
- Synochoneura fansipangana Razowski, 2008
- Synochoneura ochriclivis (Meyrick, en Caradja, 1931)
- Synochoneura sapana Razowski, 2008
- Synochoneura tapaishani (Caradja, 1939)